# وزارة المالية (العراق)
وزارة المالية العراقية هي إحدى تشكيلات مجلس الوزراء العراقي، وتعتبر الوزارة المسؤولة عن خزينة الدولة وادارتها وتنظيم صرفيات الدولة بما تقتضيه المصلحة العامة وصرف المبالغ المستحقة من رواتب ومشاريع. واستلم طيف سامي محمد منصب وزير المالية في أكتوبر 2022 في عهد حكومة رئيس الوزراء محمد شياع السوداني.

## مهامها
- إدارة وتنظيم أموال الدولة ومراقبة سلامة التصرف بها بما في ذلك تحقيق الاستخدام الأمثل للسيولة النقدية المتاحة.
- إدارة الخزينة العامة وتعزيز مصادر تغذيتها.
- إدارة وتنظيم الصيرفة والتأمين وربط الخطط الائتمانية والتأمينية وأهدافها بالخطة المالية للدولة وخطة التنمية.
- إدارة وتطوير النظام الضريبي الكمركي.
- تطوير تشريعات الخدمة المدنية والتقاعد ضمن إطار السياسة العامة للدولة في مجال الوظيفة المدنية والخدمة العامة والضمان الاجتماعي.
- تقديم الاستشارات إلى دوائر الدولة والقطاع العام في المسائل المالية والنقدية والائتمانية والمصرفية والتأمينية وقوانين وقواعد وأنظمة الخدمة المدنية وتدريب الكوادر الحسابية[2]